# Natação artística no Campeonato Europeu de Esportes Aquáticos de 2022 - Combinação rotina livre
A prova da combinação rotina livre da natação artística no Campeonato Europeu de Esportes Aquáticos de 2022 ocorreu no dia 14 de agosto no Foro Italico, em Roma na Itália.

## Calendário
| Fase  | Data         | Hora  |
| ----- | ------------ | ----- |
| Final | 14 de agosto | 15:00 |

Todos os horários estão no horário local (UTC+1)

## Medalhistas
| Ouro | Prata | Bronze |
| Ucrânia · Maryna Aleksiiva · Vladyslava Aleksiiva · Olesia Derevianchenko · Marta Fiedina · Veronika Hryshko · Sofiia Matsiievska · Daria Moshynska · Anhelina Ovchynnikova · Anastasiia Shmonina · Valeriya Tyshchenko | Itália · Domiziana Cavanna · Linda Cerruti · Costanza Di Camillo · Costanza Ferro · Gemma Galli · Marta Iacoacci · Marta Murru · Enrica Piccoli · Federica Sala · Francesca Zunino | Grécia · Zoi Agrafioti · Maria Alzigkouzi Kominea · Eleni Fragkaki · Krystalenia Gialama · Zoi Karangelou · Maria Karapanagiotou · Danai Kariori · Ifigeneia Krommydaki · Sofia Malkogeorgou · Andriana Misikevych |

## Resultado final
Esse foi o resultado da final.
| Pos.              | Nacionalidade | Nadadoras | Pontos  |
| ----------------- | ------------- | --- | ------- |
| Medalha de ouro   | Ucrânia       | Maryna Aleksiiva Vladyslava Aleksiiva Olesia Derevianchenko Marta Fiedina Veronika Hryshko Sofiia Matsiievska Daria Moshynska Anhelina Ovchynnikova Anastasiia Shmonina Valeriya Tyshchenko | 95.2000 |
| Medalha de prata  | Itália        | Domiziana Cavanna Linda Cerruti Costanza Di Camillo Costanza Ferro Gemma Galli Marta Iacoacci Marta Murru Enrica Piccoli Federica Sala Francesca Zunino                                     | 92.6667 |
| Medalha de bronze | Grécia        | Zoi Agrafioti Maria Alzigkouzi Kominea Eleni Fragkaki Krystalenia Gialama Zoi Karangelou Maria Karapanagiotou Danai Kariori Ifigeneia Krommydaki Sofia Malkogeorgou Andriana Misikevych     | 89.4000 |
| 4                 | Reino Unido   | Kate Shortman Isabelle Thorpe Robyn Swatman Laura Turberville Millicent Costello Cerys Hughes Daisy Gunn Daniella Lloyd Isobel Blinkhorn Isobel Davies                                      | 84.5000 |
| 5                 | Israel        | Shelly Bobritsky Maya Dorf Noy Gazala Catherine Kunin Nikol Nahshonov Ariel Nassee Avital Podkopaev Polina Prikazchikova Neta Rubichek Shani Sharaizin                                      | 83.3333 |
| 6                 | Hungria       | Anna Apáthy Niké Barta Linda Farkas Boglárka Gács Lilien Götz Hanna Hatala Szabina Hungler Panna Szakáll Léna Szórát Blanka Taksonyi                                                        | 79.4667 |